# Claveyson
Claveyson település Franciaországban, Drôme megyében. Lakosainak száma 926 fő (2022. január 1.). Claveyson Bren, Ratières, Saint-Avit, Saint-Barthélemy-de-Vals és Saint-Jean-de-Galaure községekkel határos.

## Népesség
A település népességének változása:
| Lakosok száma | 596  | 641  | 697  | 819  | 897  | 877  | 865  | 862  | 883  | 926  |
|               | 1968 | 1982 | 1990 | 2006 | 2013 | 2015 | 2017 | 2019 | 2020 | 2022 |